# 静岡第一師範学校
静岡第一師範学校 （しずおかだいいちしはんがっこう） は第二次世界大戦中の1943年 （昭和18年） に、静岡県に設置された師範学校である。
本項は、静岡県静岡師範学校・静岡県女子師範学校などの前身諸校を含めて記述する。

## 概要
- 静岡県静岡師範学校・静岡県女子師範学校の統合・官立移管により設置され、男子部・女子部を置いた。
- 1875年 （明治8年） 創立の （県立）静岡師範学校を起源とする。
- 第二次世界大戦後の学制改革で新制静岡大学教育学部の母体の一つとなった。
- 同窓会は 「静岡大学教育学部同窓会」 と称し、旧制 （静岡第一師範・第二師範・静岡青師）・新制合同の会である。

## 沿革

### 静岡県立期

#### 旧・静岡師範学校
- 1875年1月： 静岡県、旧静岡藩学校跡に静岡師範学校を設立する旨公布。
- 1875年2月： 授業開始。予科1年制・本科 （小学師範科） 2年制。
- 1877年1月： 静岡 追手町の新校舎に移転、開校式を挙行。
  - 現・静岡市葵区追手町6、静岡中央警察署・追手町消防署・商工中金付近。
- 1877年7月： 女子模範学校を併設 （1880年12月廃止）。

- 1878年8月： 中学科を併設。

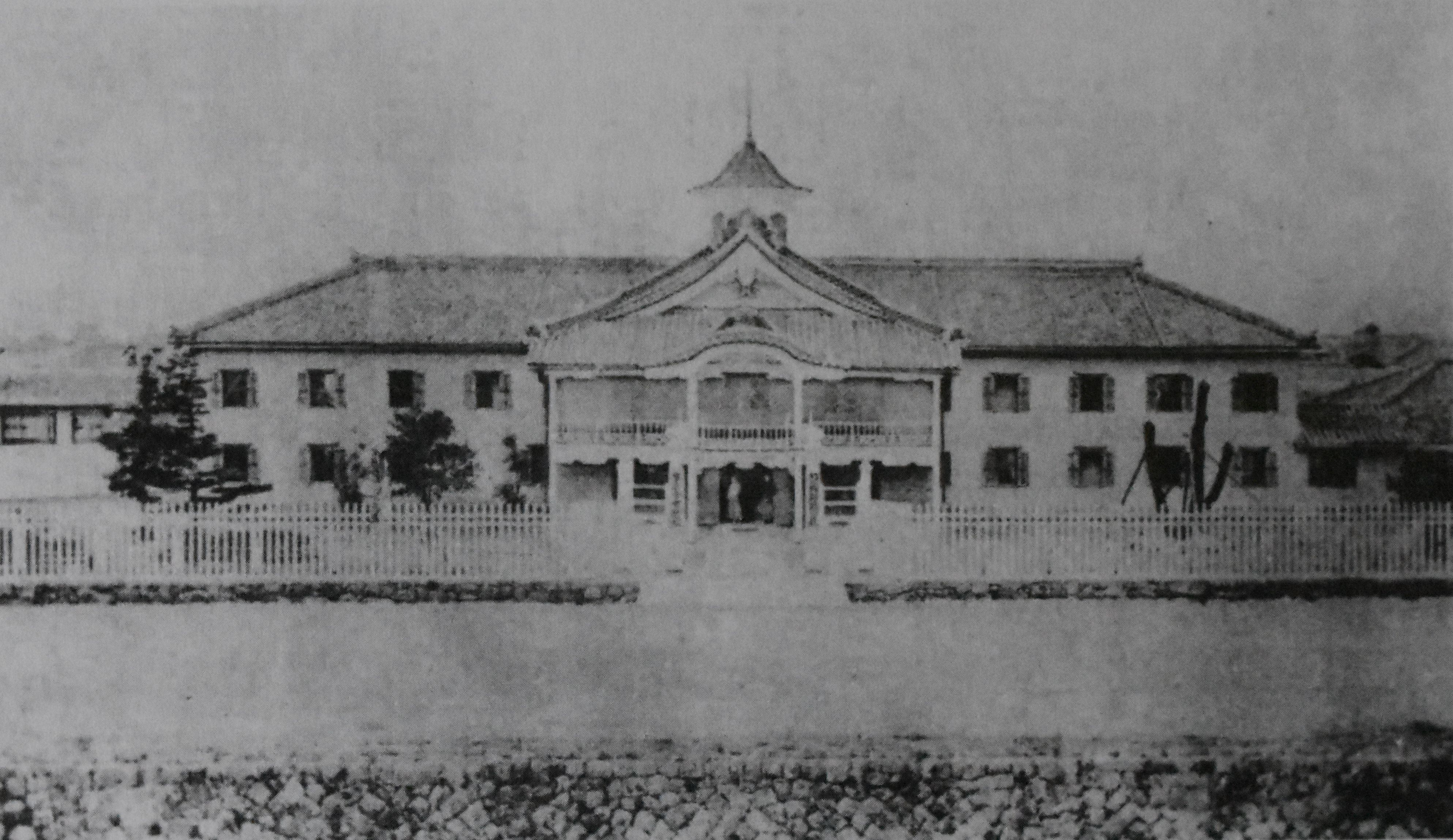
明治11年（1878年）頃の「静岡師範学校と静岡中学校」

  - 1879年11月： 静岡中学校と改称 （現・静岡県立静岡高等学校）。
- 1881年5月： 師範学校教則大綱に準拠。
  - 初等科 （1年）・中等科 （2年半）・高等科 （4年） を設置。
- 1886年7月： 静岡中学校を分離。

#### 静岡尋常師範学校、静岡県尋常師範学校
- 1886年8月： 師範学校令に準拠し静岡尋常師範学校と改称 （本科4年制）。
- 1887年4月： 女子部を設置 （1893年3月廃止）。
- 1887年6月： 静岡県尋常師範学校と改称。
- 1895年12月： 寄宿舎を駿府城内の新校地に移転。
  - 新校地は現・静岡市葵区駿府町、静岡大学教育学部附属静岡小学校・同中学校・市立城内中学校の一帯。

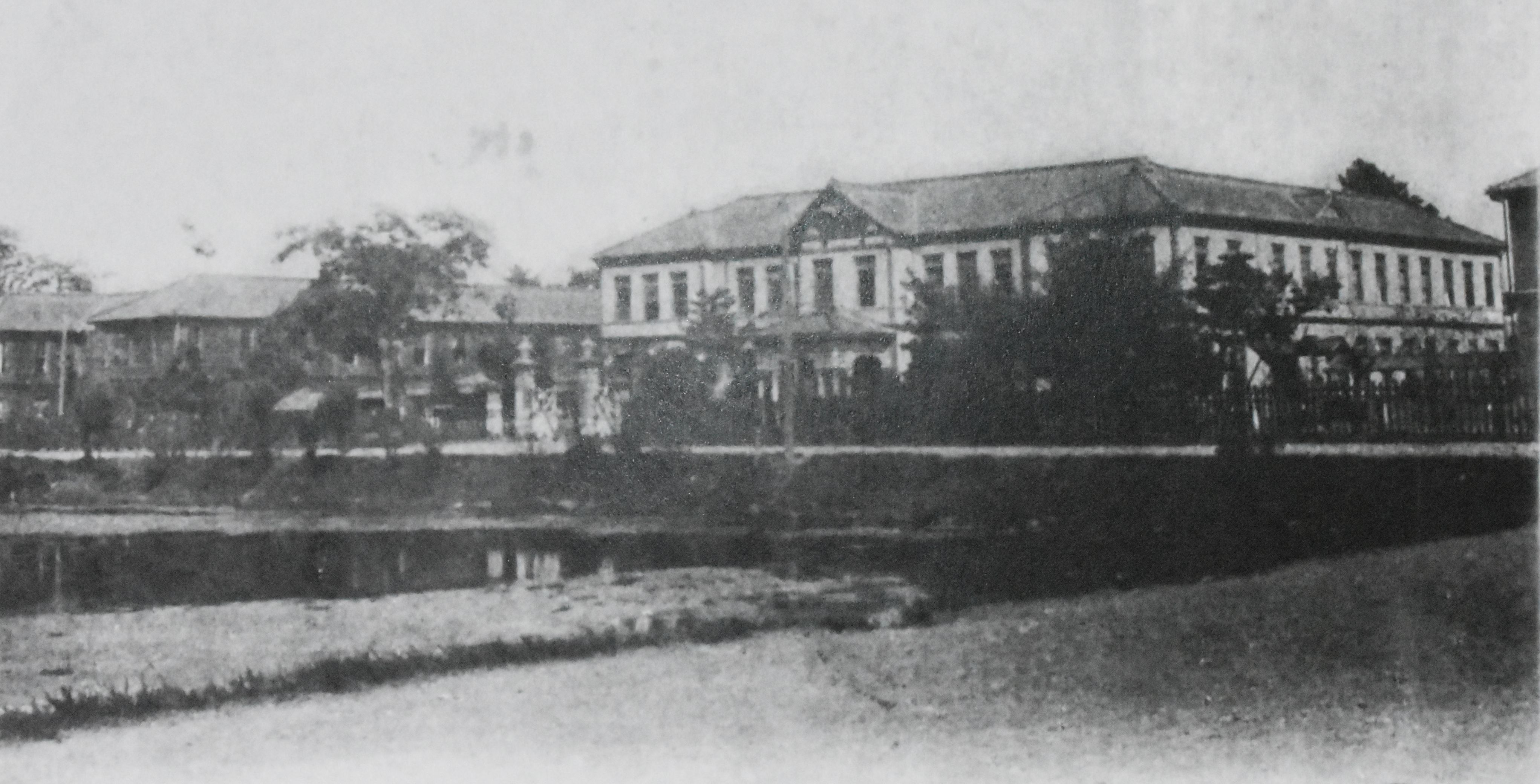
明治29年（1896年）頃の「静岡県師範学校」

- 1896年12月： 校舎を城内の新校地に移転。

#### 静岡県師範学校、静岡県静岡師範学校

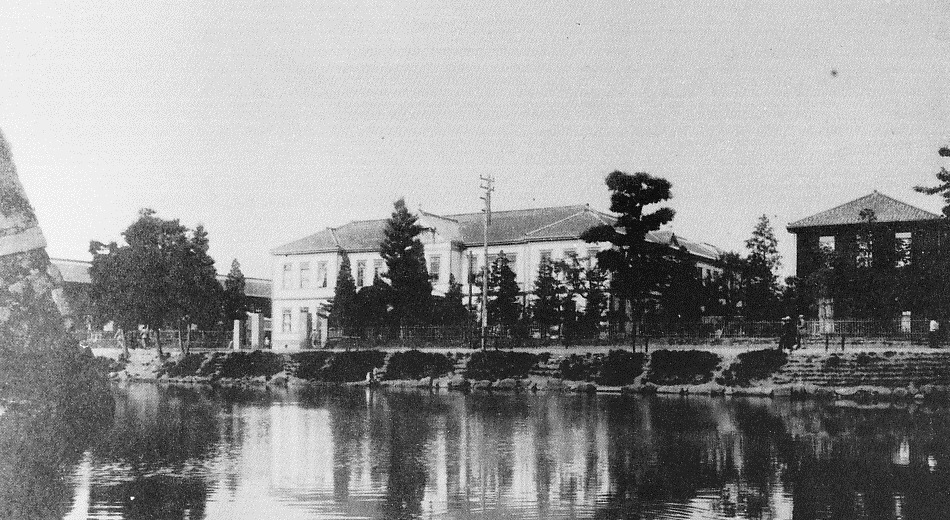
昭和5年（1930年）頃の「静岡県静岡師範学校」

- 1898年4月： 師範教育令に準拠し静岡県師範学校と改称。
- 1899年3月： 附属小学校を城内の新校地に移転し、全校移転完了。
- 1899年4月： 女子部を再設置。
- 1900年4月： 女子部を静岡浅間神社東側、静岡中学跡地に移転。
  - 現・静岡市葵区西草深町、西草深公園。
- 1902年4月： 第二附属小学校 （女子部附属） を設置。
- 1906年4月： 女子部を静岡県女子師範学校として分離。
  - 静岡県師範学校は男子校となる。
- 1908年4月： 本科第二部を設置 （1年制。中学校卒対象）。
- 1914年12月： 静岡県静岡師範学校と改称。
  - 浜松市に静岡県浜松師範学校が創立されたため （浜松師範学校については静岡第二師範学校を参照）。
- 1925年4月： 本科第一部を5年制に変更 （2年制高等小学校卒対象）。
- 1926年4月： 専攻科を設置 （1年制）。
- 1930年5月28日： 昭和天皇が静岡県内を行幸。師範学校が行幸先の一つとなる[2]。
- 1931年4月： 本科第二部を2年制に延長。

#### 静岡県女子師範学校
- 1877年7月： 静岡師範学校に女子模範学校を併設 （1880年12月廃止）。
- 1887年4月： 静岡尋常師範学校に女子部を設置 （1893年3月廃止）。
- 1899年4月： 静岡県師範学校に女子部を再設置。
- 1900年4月： 女子部を静岡浅間神社東側、静岡中学校跡地に移転。
  - 現・静岡市葵区西草深町、西草深公園。
- 1902年4月： 第二附属小学校 （女子部附属） を設置。
- 1905年4月： 予備科を設置 （1年制）。
- 1906年4月： 静岡県師範学校女子部が静岡県女子師範学校として分離独立。
  - 本科3年制、予備科1年制で発足。
  - 静岡市西草深町の校地を継承。
- 1911年： 本科第二部 （高等女学校卒対象） を設置。本科第一部を4年制に変更 （予備科廃止）。
- 1915年： 東草深小学校を附属小学校とする。
- 1924年4月： 安倍郡千代田尋常高等小学校 （現・静岡市立千代田小学校） を代用附属校とする。
- 1924年7月： 安倍郡千代田村沓谷の新校舎に移転。
  - 現・静岡市葵区沓谷1丁目、静岡市立東中学校校地。
- 1925年1月： 附属小学校を東草深から沓谷に移転。
- 1925年4月： 本科第一部を5年制に変更。
- 1926年6月： 専攻科を設置。
- 1931年4月： 本科第二部を2年制に延長。
- 1933年2月： 浜松移転問題、立ち消えに。
静岡県の財政上の問題から、浜松師範学校を廃止して静岡師範学校に統合し、跡地に女子師範学校を移転する構想があった。学校関係者の反対で撤回 （浜松師範学校の存続決定は1936年3月）。

### 官立期

#### 静岡第一師範学校
- 1943年4月1日： 静岡県静岡師範学校・静岡県女子師範学校を統合し、官立静岡第一師範学校設置。
  - 旧静岡県静岡師範学校校舎に男子部、旧静岡県女子師範学校校舎に女子部を設置。
  - 本科 （3年制。中等学校卒対象）・予科 （3年制。高等小学校卒対象） を設置。
- 1944年4月1日：静岡県女子師範学校の同窓会により設立された千代田幼稚園を移管し、静岡第一師範学校附属幼稚園として設置。
- 1945年6月19日： 空襲で男子部・女子部ともに壊滅。
- 1945年7月10日： 男子部本科、千代田小学校に移転。
  - 男子部予科は安東小学校・志太郡朝比奈村 （現・藤枝市） に移転。
- 1945年9月10日： 磐田郡磐田町の旧陸軍施設跡に移転。
  - 現・磐田市富丘、静岡県立農林大学校校地。静岡県立静岡農科大学も参照。
- 1945年11月3日： 進駐軍命令で退去。
- 1945年12月： 女子部本科、千代田小学校で授業再開。
- 1946年2月： 男子部、県内各地の分散授業で再開。
- 1946年5月： 予科、磐田青年学校に移転。
- 1947年4月： 女子部、三島市の旧陸軍東海第70部隊跡地に移転 
  - 現・三島市文教町、静岡県立三島長陵高等学校校地。県立臨時教員養成所、県立教育研修所としても使用。
- 1947年5月： 男子部、静岡市小鹿 （現・静岡市駿河区小鹿） の三菱重工業工場跡に移転。
- 1947年10月： 男女共学化し、富士川以東在住者は三島 （旧女子部）、以西は静岡 （旧男子部） に振り分け。
- 1948年10月： 男子部、駿府城内の旧陸軍東海第25部隊跡に移転。
  - 小鹿校地には寮が残った （現・駿河区小鹿3丁目、静岡大学雄萠寮・小鹿宿舎）。
- 1949年5月31日： 新制静岡大学発足。
  - 静岡第一師範学校は静岡第二師範学校・静岡青年師範学校と共に教育学部の母体として包括された。
  - 旧男子部に教育学部静岡本校、旧女子部に三島教場 （初等教育科2年課程のみ。1952年3月廃止）、旧第二師範に浜松分校 （1965年3月廃止）、旧静岡青師に島田分校 （中等教育科［技術・家庭］のみ。1955年3月廃止） を設置。
- 1950年6月12日： 静岡市大岩 （現・葵区大岩本町） の新校舎に移転。
  - 旧制静岡高等学校校舎に隣接。現・城北公園。
- 1951年3月： 静岡大学静岡第一師範学校 （旧制）、廃止。

## 歴代校長
静岡県静岡師範学校（前身諸校を含む）
- 江原素六：1875年2月 - 1877年3月
- 日原昌造：1877年3月 - 1878年1月
- 蜂屋定憲：1878年1月 - 1882年1月
- 山田大夢：1882年1月 - 1883年7月
- 林吾一：1883年7月 - 1886年7月
- 蜂屋定憲：1886年7月[3] - 1891年7月1日
- 土方勝一：1891年7月9日 - 1892年3月
- 矢島錦蔵：1892年4月1日 - 1895年8月27日
- 沢村勝支：1895年8月27日 - 1897年2月26日
- 米山久弥：1897年2月26日 - 1898年9月9日
- 大島多計比古：1898年9月20日 - 1902年11月10日
- 角谷源之助：1902年11月10日 - 1913年5月31日
- 内堀維文：1913年5月31日 - 1915年9月4日
- 星菊太：1915年9月4日 - 1919年5月10日死去[4]
- 桜井賢三：1919年6月 - 1922年6月
  - 前、山口師範校長、後に豊島師範校長
- 奥平覚治：1922年6月 - 1926年3月
- 西山績：1926年3月 - 1935年3月
- 加藤覚亮：1935年3月 - 1939年3月
- 鈴木正明：1939年3月 - 1941年3月
- 橋本文寿：1941年3月 - 1941年6月
- 岩波喜代登：1941年7月 - 1943年3月

静岡県女子師範学校
- 猪狩勝直：1906年4月11日 - 1906年9月11日死去
- （事務取扱）池田菊左エ門
- 有坂幾造：1906年9月25日 - 1912年10月2日
- 中村五六：1912年10月2日 - 1913年5月31日
- 津久井徳次郎：1913年5月31日 - 1916年3月22日
- 能勢頼俊：1916年3月22日 - 1918年10月
- 井上桂：1918年10月 - 1921年5月4日[5]
- 山松鶴吉：1921年5月4日[5] - 1924年4月
- 前田恒治：1924年4月 - 1928年4月
- 峰堅雅：1928年4月 - 1932年4月
- 山東善之進：1932年4月 - 1941年4月
- 田中宗一：1941年4月 - 1943年4月

官立静岡第一師範学校
- 正田隆：1943年4月1日[6] - 1945年6月
  - 前・兵庫県師範学校校長
- 原房孝：1945年6月 - 1946年9月
- 山本政治：1946年9月 - 1949年5月
- 近藤騖：1949年5月 - 1951年3月
  - 新制静岡大学教育学部 初代学部長。前・愛知第一師範学校校長

## 校地の変遷と継承
静岡第一師範学校男子部
前身の静岡県静岡師範学校から引き継いだ駿府城内 （現・静岡市葵区駿府町） の校地を使用したが、1945年6月の空襲で全焼した。第二次世界大戦後の1945年9月、女子部とともに磐田郡磐田町見付兜塚 （現・磐田市富丘） の旧陸軍通信学校跡 （第一航空情報連隊跡） に移転したが、まもなく進駐軍命令で退去を余儀なくされた。1946年2月から県内数ヶ所に分散して授業を継続したのち、1947年5月に静岡市小鹿 （現・駿河区小鹿3丁目、静岡大学小鹿宿舎・雄萠寮） の三菱重工業工場跡地に移転した。1948年10月には駿府城内 （現・静岡市葵区駿府城公園） の旧陸軍東海第25部隊跡 （陸軍歩兵第34連隊跡） に移転した。
後身の新制静岡大学教育学部は前身諸校の校地を引き継いで発足し、静岡本校は駿府城内の旧陸軍東海第25部隊跡に置かれた。1950年6月、教育学部静岡本校は静岡市より提供を受けた静岡市大岩 （現・葵区大岩本町、城北公園） の新校地に移転した。大岩校地は1970年に大谷地区 （現・静岡キャンパス） に移転するまで使用された。
1945年6月空襲までの旧校地 （駿府町） は、現在は静岡大学教育学部附属静岡小学校・同中学校・市立城内中学校によって使用されている。
静岡第一師範学校女子部
前身の静岡県女子師範学校から引き継いだ静岡市沓谷 （現・葵区沓谷1丁目） の校地を使用したが、1945年6月の空襲で、塀と同窓会記念館を残して全焼した。第二次世界大戦後の1945年9月、男子部とともに磐田郡磐田町見付兜塚 （現・磐田市富丘） の旧陸軍通信学校跡 （第一航空情報連隊跡） に移転したが、まもなく進駐軍命令で退去を余儀なくされた。1945年12月からは、代用附属校でもあった静岡市千代田国民学校 （現・千代田小学校） を借用して授業を継続し、1947年4月に三島市の旧陸軍東海第70部隊跡 （野戦重砲兵連隊跡、現・文教町） に移転した。三島校地は後身の新制静岡大学教育学部に継承され、三島教場となった。三島教場は1952年3月で廃止され、静岡本校に統合された。

## 著名な出身者
- 宇山銈子 - 元学校法人藤学園理事長
- 加藤雪腸 - 俳人
- 荒川宗一 - 元プロ野球選手

## 関連書籍
- 静岡大学教育学部同窓会（編）　『静岡大学教育学部同窓会記念誌』　静岡大学教育学部同窓会、1965年12月。